# Vännäs kyrka
Vännäs kyrka tillhör Vännäs församling i Luleå stift. Kyrkan står i Vännäsby och invigdes 1825.

## Kyrkobyggnaden
Kyrkan är belägen på en höjd, nära intill Umeälven. Byggnaden är timrad av grovt virke. Kyrkorummet har en enkel utformning och domineras av färgerna grått, grönt och guld.                          

## Inventarier
- Ljuskronan i taket skänktes av Strömbäcks glasbruk år 1827.
- Altartavlan från 1833 är ett verk av Carl Johan Sjöstrand. Motivet är de vise männens hyllning till Maria och Jesusbarnet. Altartavlans konstnärliga stil ligger mellan nyantiken och romantiken.
- Dopfunten i grå granit är från 1957.
- Kororgeln är tillverkad av Walter Thür Orgelbyggen och anskaffad 1990.
- Huvudorgeln är av romantisk typ, tillverkad av Walter Thür och anskaffad 1991. Orgelns fasad är från 1864 och byggda av Johan Gustaf Ek.

## Historia
- Omkring 1816 började kyrkbygget, med hjälp av medel som samlats in på frivillig väg.
- Kyrkan invigs 1825.
- 1843 byggs klockstapeln.
- Kyrkan restaurerades 1889, 1920 och 1967.
- 1969 flyttades klockstapeln, på grund av trafikskäl, till samma sida om vägen som kyrkan.

## Galleri

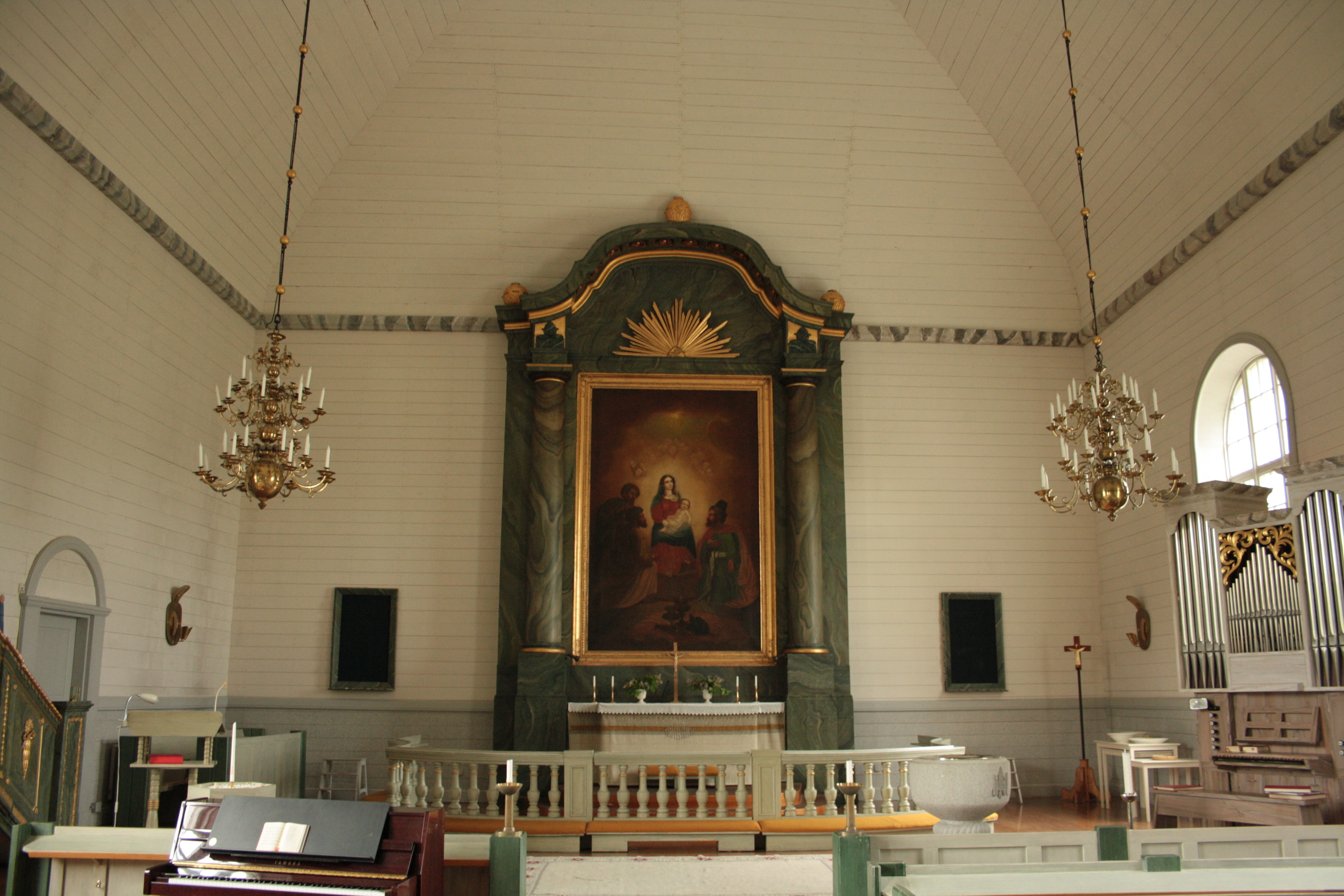
Altaret
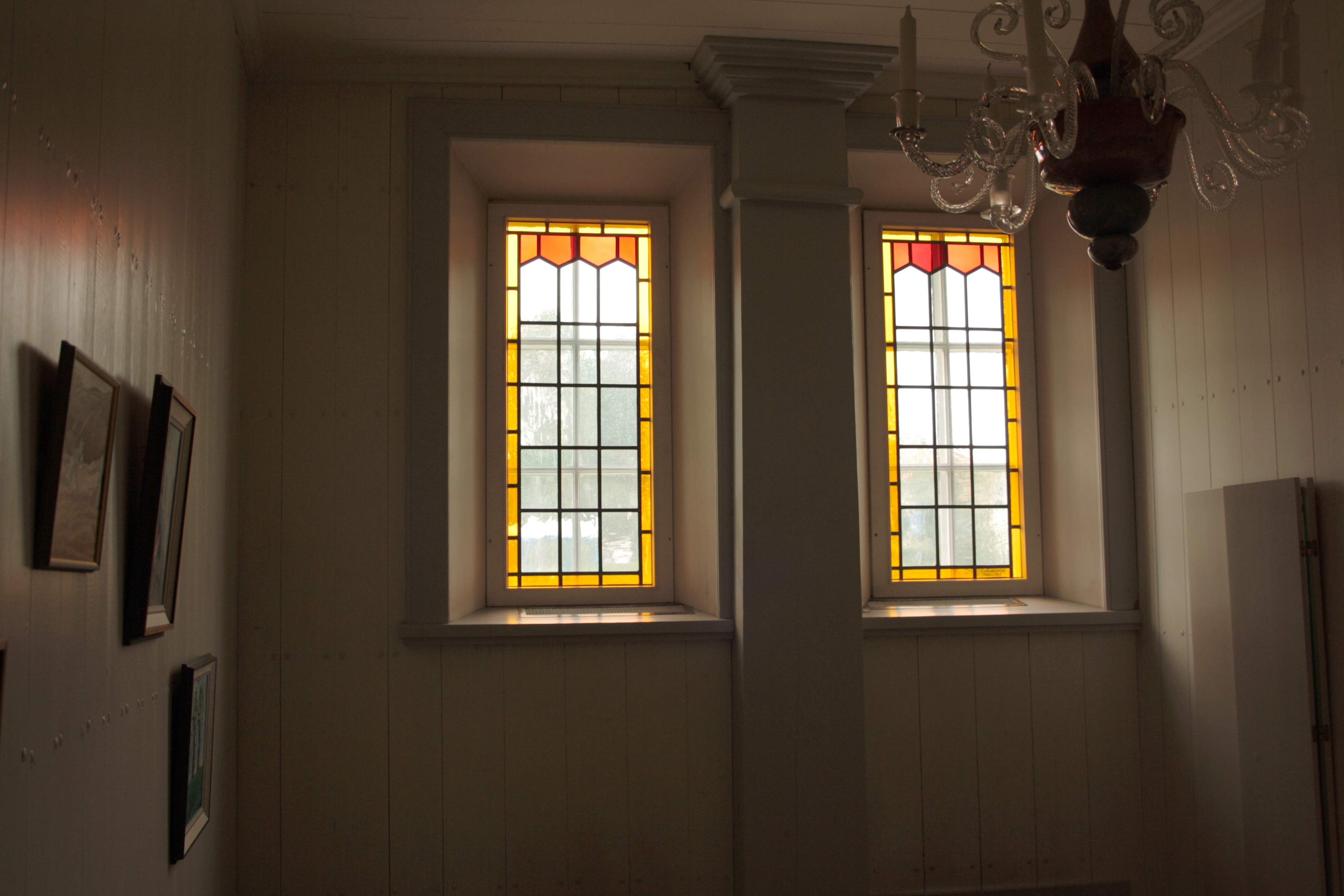
Sidokammare
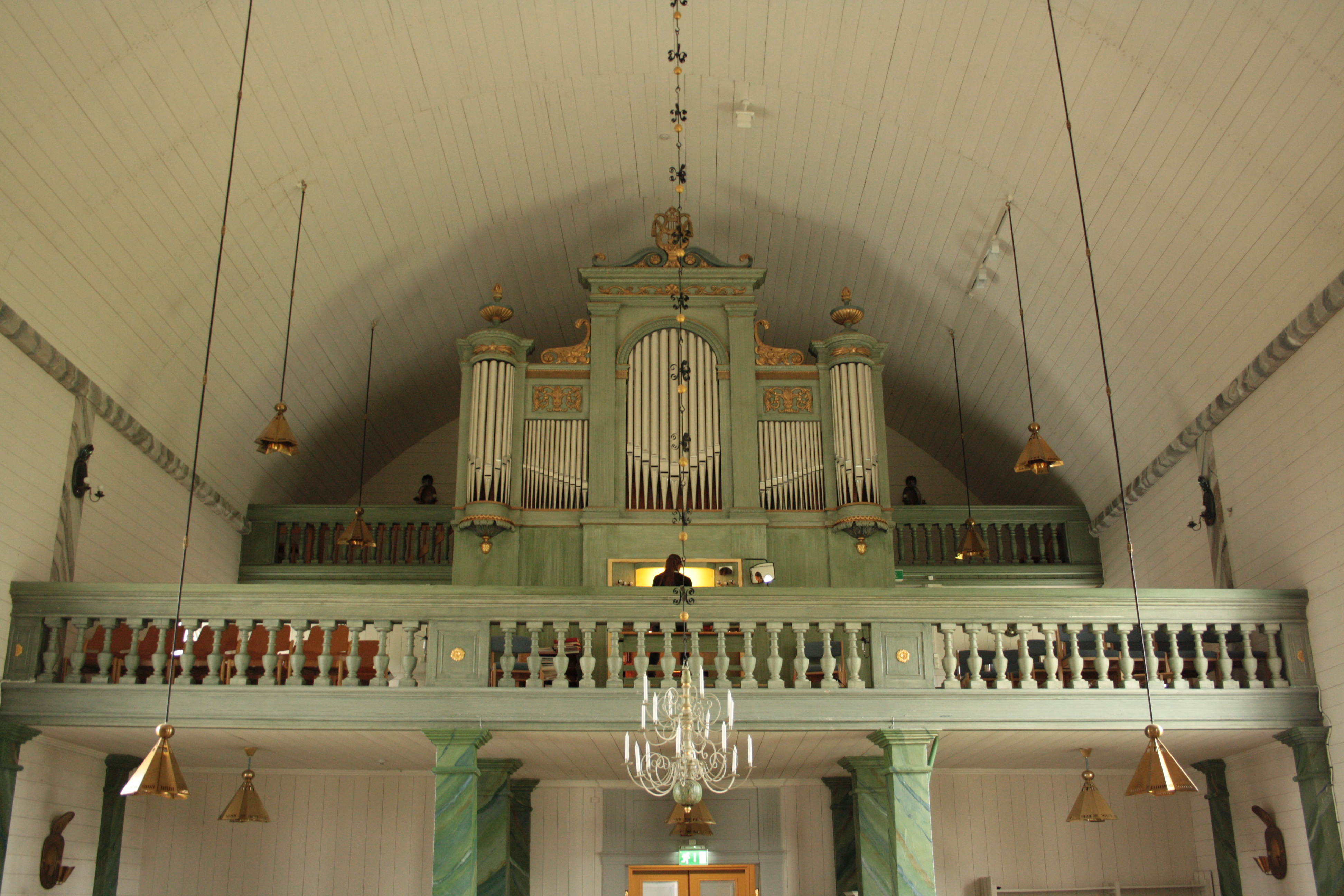
Läktare med orgel
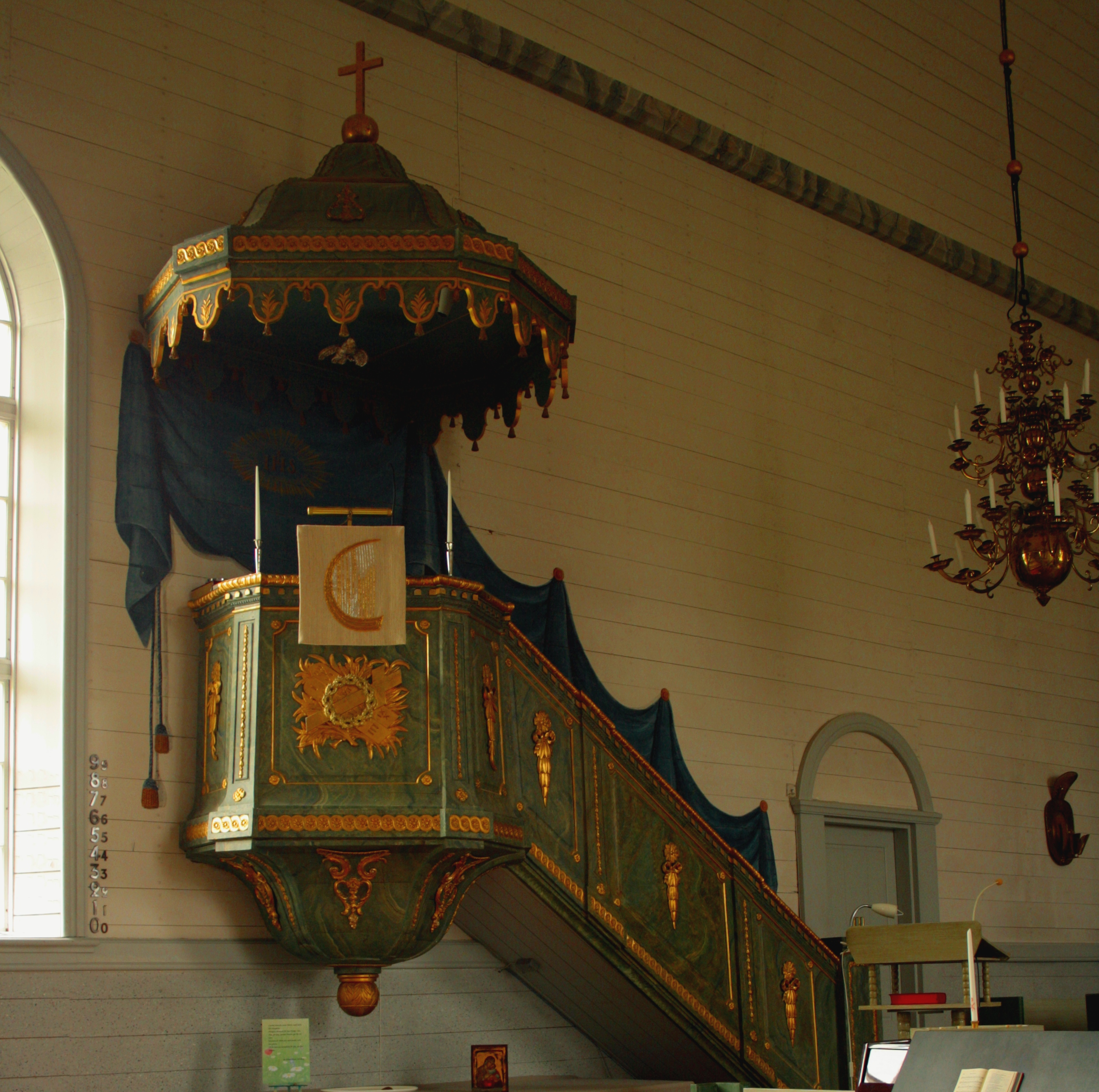
Predikstolen